# Танок На Майдані Конґо. Вideокліпи
Танок На Майдани Конґо. Вideокліпи — DVD українського гурту Танок на Майдані Конґо, на яке потрапили всі, на той час, кліпи колективу.

## Відео
1. Зроби мені хіп-хоп
2. Дибани мене
3. Зачекай
4. По барабану
5. А море де?
6. ПоRAPалося серце
7. Люба Люба
8. Восени
9. ЖуПан (rmx)
10. Вода
11. Арешт
12. En Automne (Танок На Майдані Конґо, 5'nizza)
13. Та Ти Шо
14. Тікаю (Танок На Майдані Конґо, Схід-Side)
15. Забув
16. Гранули
17. Відривайся (OST)

Бонус
1. За нашов стодолоу (Кобза, Танок На Майдані Конґо)
2. По радіо співали москалі
3. Той, хто… (Танок На Майдані Конґо, Асія Ахат)
4. En Automne (la version originale)
5. Grains